# Haliplus havaniensis
Haliplus havaniensis är en skalbaggsart som beskrevs av Wehncke 1880. Haliplus havaniensis ingår i släktet Haliplus och familjen vattentrampare. Inga underarter finns listade i Catalogue of Life.